# Port Barton Marine Park
Der Port Barton Marine Park liegt 120 km nordöstlich von Puerto Princesa, der Hauptstadt der Provinz Palawan auf den Philippinen. Der Marine Park ist ein Gemeinschaftsprojekt und wurde am 6. Januar 1998 von den örtlichen Behörden der Provinz Palawan, von der Gemeinde San Vicente, dem Department of Environment and Natural Ressources (DENR) und der United States Agency for International Development eingerichtet. Zum Management des Parks wurde der Port Barton Coastal Resource Management Plan von den beteiligten Akteuren entwickelt. Das Führungsgremium des Parks besteht hauptsächlich aus örtlich ansässigen Persönlichkeiten, wie den Albaguen Fishermen’s Association, Fährenbetreibern und dem Gemeindevorstand.
Das Meeresschutzgebiet umfasst eine Fläche von 744,83 km² im inneren Bereich der Pagdanan Bay. Es enthält eine Vielzahl von Inseln wie Albaguen-, Paraiso-, Exotic Island sowie zahlreiche Korallenriffe wie das Manta Ray Reef und das Black Coral Reef, die die Kernzone des Parks bilden. Sie dienen als Erholungs- und Aufzuchtgebiete der Fischpopulationen.
Mehrere schwere Rückschläge erlitt der Marine Park 1998/99 und 2010 durch die Korallenbleiche, hervorgerufen durch das El Niño-Phänomen und durch den Taifun Norming im Jahr 1998.